# Protukršćanstvo
Protukršćanstvo ili kristofobija ili kristijanofobija  označava protivljenje nekim ili svim kršćanima, kršćanskoj religiji ili način/ sustav vrijednosti života kršćana. kristofobija ili kristijanofobija su Vijeće europskih biskupskih konferencija (CCEE) naziv za "svaki oblik diskriminacije i netolerancije prema kršćanima".
Kristofobija je nerazumna mržnja ili anksioznost prema kršćanima, kršćanstvu ili kršćanskim uvjerenjima. Gudrun Kugler navodi da je kristofobija iracionalan strah ili mržnja protiv kršćana i kršćanstva općenito. Značenje ove riječi također uključuje protu-kršćansku pristranost, a manifestira postupnom marginalizacijom osoba s kršćanske vjere.
Joseph Weiler napominje da je fenomen pod nazivom kristofobija prvenstveno "fenomen eliminacije kršćanstva iz ustavnih tekstova Europske unije".
S druge strane, termini kao što su "kršćanofobija" i "protukršćanstvo" često se koriste u političke svrhe, kao način kritiziranja političkih protivnika i neistomišljenika. U SAD-u, primjerice, konzervativni mediji i evangelički kršćani često koriste te pojmove kao sredstvo borbe protiv liberalnih političkih i društvenih inicijativa, kao što je legalizacija istospolnog braka, uvođenje univerzalnog sustava zdravstvene zaštite i sl. Argumentiraju da te ideje "sužavaju njihovu vjersku slobodu" i "onemogućavaju im slobodno prakticiranje njihove vjere".

## Progoni
Kršćani trpe nasilje i progone izljevima mržnje u brojnim državama svijeta.[nedostaje izvor] Prema kardinalu Meisneru u današnjici 80 posto osoba na svijetu kojih se proganja zbog vjere upravo čine kršćani.
U preko 50 država prijeti im se smrtnom kaznom.[nedostaje izvor] U Europi moraju računati s raznim polemikama i ponekad diskriminacijom u društvenom ili poslovnom životu.

### Vandalizam
Vandalizam ili oštećenja simbola kršćanstva ili imovine jedan je od oblika izražavanja protu-kršćanskih osjećaja namjernim krivičnim djelom uništavaju, nagrđuju ili obešćašćuju se objekti koji se smatraju sveti kršćanima, kao što su crkva, biblija, križ, ili slika Krista.

### Križ
Socijalistička vlada Emmanuela Macrona u Francuskoj je početkom 2018. zalaganjem koalcijiskih partnera Zelenih, koji su donijeli prijedlog, usvojila zakon prema kojem zastupnici u francuskom parlamentu ne smiju "nositi ni pokazivati nikakve kršćanske oznake, križiće, uniforme kao ni komercijalne ili političke slogane s kršćanskom porukom".

## U umjetnosti

### Glazba
Neki obožavatelji black metala ili death metala otvoreno proglašavaju mržnju prema kršćanstvu.

### Spomenici
Francuski administartivni sud naredio je krajem listopada 2017. uklanjanje križa s kipa pape Ivana Pavla II. na trgu u gradu Ploërmel, u Bretanji, ističući kako on narušava sekularnu narav države. Godine 2015. sud je već donio odluku za uklanjanje čitavog spomenika, ali je nakon žalbe određeno da se ukloni samo križ uz isplaćivanje odštete Nacionalnoj federaciji slobodnog mišljenja, koja je i pokrenula sudski proces za uklanjanje kipa. 
Na društvenim mrežama u Francuskoj i diljem svijeta presuda je uzrokovala akciju prikupljanja i objavljivanja fotografija koje prikazuju križeve na javnim mjestima diljem zemlje. Mnogi su pritom ukazali na bizarne i kontradiktorne primjere kršenja spomenutog zakona.

## Galerija
- Petrov križ, često korišten u sotonističkim obredima.

## Vanjske poveznice
- christianophobia.eu
- Observatory on Intolerance and Discrimination against Christians in Europe